# Université du Massachusetts à Amherst
L'université du Massachusetts à Amherst (en anglais University of Massachusetts Amherst ou UMass Amherst) est une université publique située à Amherst dans le Massachusetts. Il s'agit de la principale implantation de l'Université du Massachusetts. L'université propose plus de 90 branches d'étude de niveau undergraduate et 65 de niveau graduate. 
L'université est créée en 1863 pour donner des cours dans le domaine de l'agriculture, de la mécanique et de l'armée. Elle est alors nommée Massachusetts Agricultural College. En 1931, elle est renommée Massachusetts State College. Elle porte ensuite le nom d'University of Massachusetts à partir de 1947 jusqu'à la création du système UMass qui regroupe plusieurs anciennes universités et dont elle est depuis le centre névralgique.
Elle possède la même devise (Ense petit placidam sub libertate quietem) que celle de l'État du Massachusetts et qui signifie « À force d'armes elle cherche la paix dans la liberté ». D'un point de vue sportif, elle dispose de nombreuses équipes dans différents sports et évolue au sein de la National Collegiate Athletic Association (NCAA).

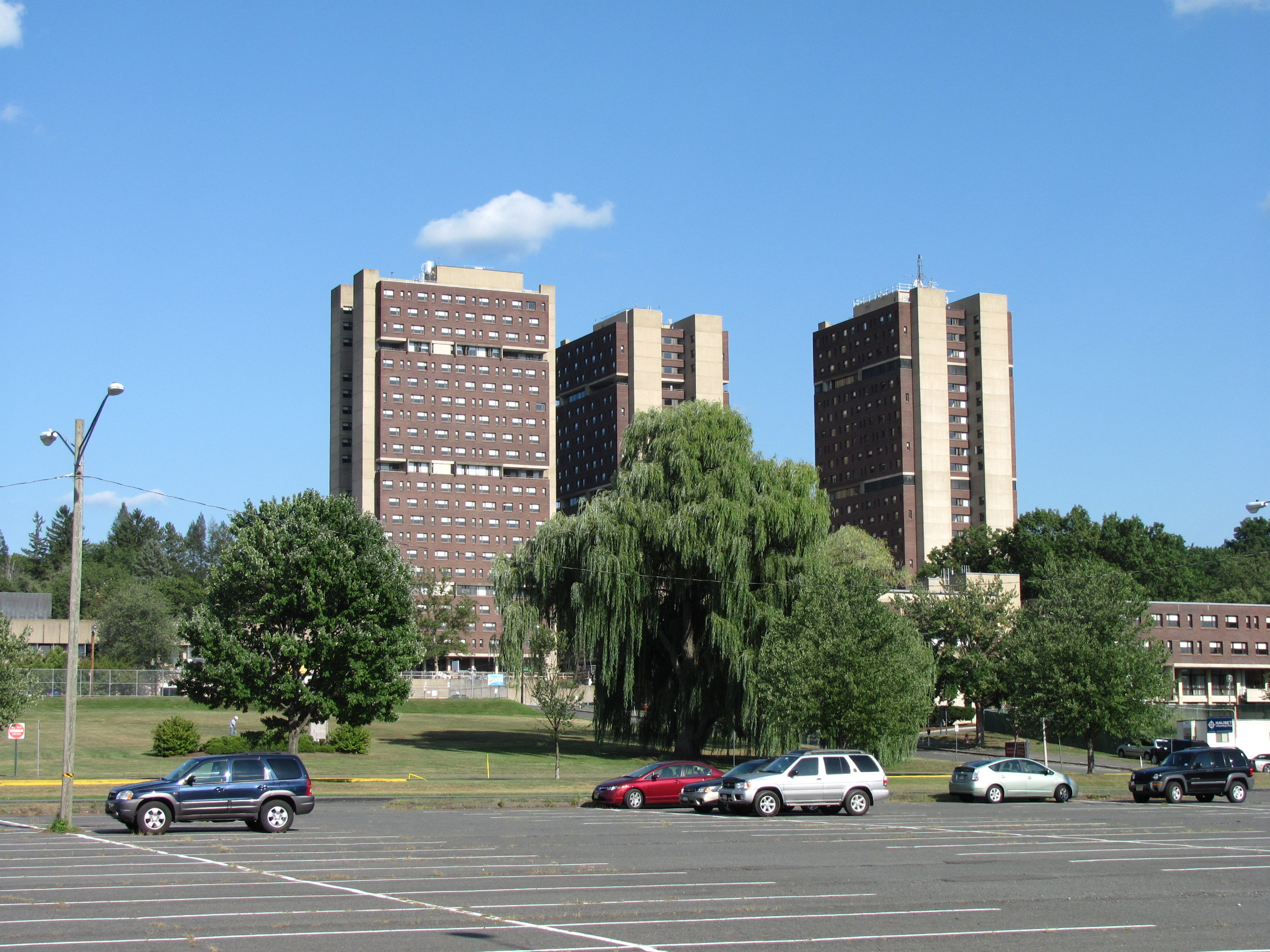
Residence Halls.

## Personnalités liées à l'université

### Professeurs
- Arindrajit Dube, économiste connu pour ses travaux sur les effets du salaire minimum sur l'emploi
- Samuel R. Delany, auteur afro américain de science fiction, professeur de littérature comparée[2].

### Étudiants
- Paul Harding, prix Pulitzer de la fiction 2010
- Frank Black et Joey Santiago, chanteur et guitaristes au sein du groupe culte de rock The Pixies
- Steven Sinofsky, ancien président de la division Windows chez Microsoft : master en informatique 1989
- Tsering Wangmo Dhompa, poète et écrivain d'origine tibétaine
- Radwa Ashour, romancière égyptienne
- Maura Murray, célèbre cas de disparition américain
- Joseph Hooton Taylor, prix Nobel de physique 1993